# Birkan Batuk
Birkan Batuk (Istanbul, 30 gennaio 1990) è un cestista turco.

## Palmarès
- Coppa di Turchia: 2

Anadolu Efes: 2014-2015, 2018
- Coppa del Presidente: 2

Anadolu Efes: 2015, 2018